# Soane Patita Paini Mafi
Soane Patita Paini Mafi (Nuku'alofa, 19. prosinca 1961.) katolički je biskup Tonge. U dobi od 53 godine, 14. veljače 2015., imenovao ga je papa Franjo prvim kardinalom iz Tonge i postao je na taj datum najmlađi član Kardinalskog zbora s naslovom svećenika kardinala dodijeljenog naslovnoj crkvi Santa Paola Romana.